# Estadio Municipal de Taipéi
El Estadio Municipal de Taipéi es un estadio multiusos ubicado en la ciudad de Taipéi, Taiwán. Fue inaugurado en 1956 y reconstruido totalmente entre diciembre de 2006 y abril de 2009 para albergar la sede de los 21° Juegos Olímpicos para Sordos.
El estadio actualmente posee una capacidad para 22.000 personas y sus instalaciones se usan principalmente para Torneos de Atletismo y partidos de la liga de fútbol del país. El estadio alberga también muchos de los partidos de la Selección de fútbol de China Taipéi.